# Мормонский коридор
Коридор мормонов относится к районам западной части Северной Америки, которые были заселены между 1850 и примерно 1890 годами членами Церкви Иисуса Христа Святых последних дней (Церковь СПД), которых обычно называют "мормонами".
В академической литературе этот район также обычно называют регионом мормонской культуры. Его также называют поясом Книги Мормона и поясом Jell-O, которые являются культурными отсылками к Библейскому поясу юго-востока Соединённых Штатов и Книге Мормона, вместе с предполагаемой любовью мормонов к Jell-O.

## Расположение

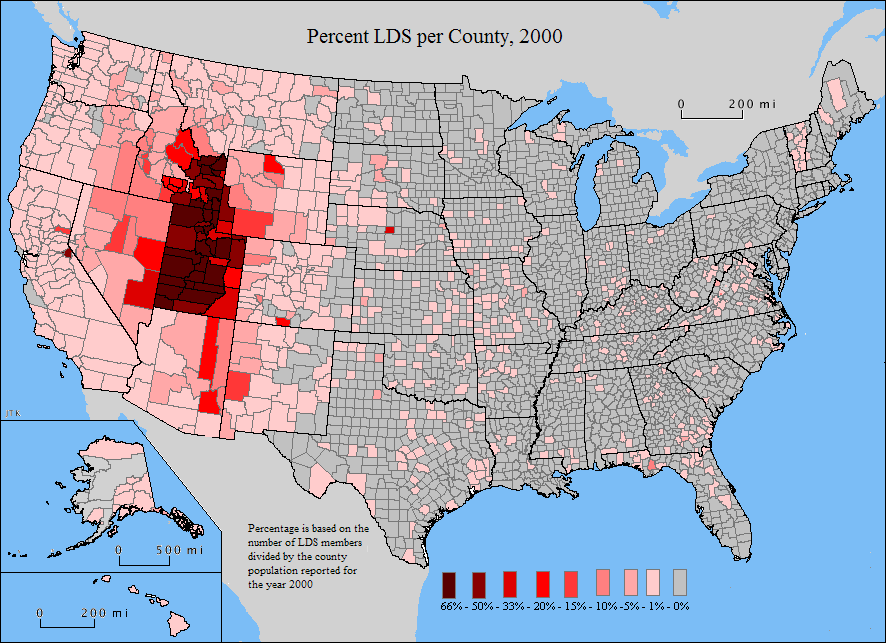
Процент прихожан ЦИХСПД (мормонов) от населения США по округам в 2000 г.

Мормонский пояс обычно располагают на протяжении Скалистых гор Северной Америки, при этом почти вся территория сосредоточена в Соединённых Штатах. Начинаясь в Юте, коридор простирается на север через западный Вайоминг и восточный Айдахо к частям Монтаны и южным регионам канадской провинции Альберта. Он простирается на юг до Сан-Бернардино, штат Калифорния, на западе и через Тусон, штат Аризона, на востоке, достигает Орегона на западе, простирается на юг до Эльдорадо, штат Техас, и, наконец, идёт до границы США и Мексики с изолированными поселениями в Нижней Калифорнии., Чихуахуа и Сонора. Поселения в штате Юта, к югу от фронта Уосатч, простирались от Сент-Джорджа на юго-западе до Нефия на северо-востоке, включая долину реки Севьер. Коридор примерно совпадает с территорией между современной автомагистралью 15 и трассой 89. За пределами Wasatch Front и Cache Valley в Юте большая часть населения штата проживает в этом коридоре.

## История
Более крупная сеть поселений мормонов, простирающаяся от Канады до Мексики, была первоначально создана как сельскохозяйственные центры или для получения доступа к металлам и другим материалам, необходимым растущему мормонскому населению. Сообщества также служили промежуточными станциями для миграции и торговли, сосредоточенной в Солт-Лейк-Сити в середине-конце XIX века.
Сообщества в целом плодородных, но относительно сухих долин Большого бассейна, юго-восточного Айдахо, Невады и Аризоны зависели от водоснабжения. Оросительные системы, включая колодцы, плотины, каналы, шлюзы и канавы, были одними из первых проектов для нового сообщества. Дорожный доступ к древесине в горах и пастбища для скота были важны, как и тщательно ухаживаемые посевы, сады и огороды.

### Первоначальные поселения
Бригам Янг, президент Церкви СПД (1847—1877), лично руководил созданием многих отдалённых общин. Разведывательные группы были отправлены, чтобы найти места поселений и определить источники соответствующих полезных ископаемых, древесины и воды. Западный историк Леонард Аррингтон утверждает, что в течение десяти лет после прибытия СПД в Солт-Лейк-Вэлли «… было основано почти 100 колоний; к 1867 г. — более 200; а ко времени смерти (Янга) в 1877 г. 400 колоний». Эти колонии преследовали четыре различных цели: «…во-первых, поселения, предназначенные для временного сбора и вербовки, такие как Карсон-Вэлли в Неваде; во-вторых, колонии, служащие центрами производства, такие как железо в Сидар-Сити, хлопок в Сент-Джордж, крупный рогатый скот в долине Кэш и овцы в Спэниш-Форк, все в штате Юта, в-третьих, колонии, служащие центрами обращения в свою веру и помощи индейцам, как, например, в Гармонии на юге штата Юта, в Лас-Вегасе на юге Невады, в форте Лемхи (северо- центральный Айдахо возле перевала Лемхи) и современный Моаб в восточной части Юты; в-четвертых, постоянные колонии в Юте и близлежащих штатах и территориях, чтобы предоставить дома и фермы сотням новых иммигрантов, прибывающих каждое лето».
Время от времени Янг или его агенты встречали прибывающие фургоны мормонских пионеров, назначая группам второстепенный пункт назначения для создания новой общины. После относительно короткого отдыха в растущих общинах Долины Соленого озера группы пополняли запасы необходимых припасов и материалов, собирали скот и отправлялись в путь. Кроме того, с кафедры можно было призывать новых колонизаторов. Янг читал имена мужчин и членов их семей, которых «призвали» переехать в отдалённые регионы. Эти «миссии» для членов церкви часто длились годами, поскольку семьи должны были оставаться на отведённой им территории до освобождения от призвания или получения нового задания. Колонизаторы путешествовали за свой счёт, и успех зависел от наличия припасов и личной изобретательности, а также от неконтролируемых переменных, таких как запасы воды и погода.
Некоторые из этих колоний могли также оказать поддержку второй миграции Святых последних дней, которая могла стать необходимой из-за давления со стороны правительства США, начиная с войны в Юте. Некоторые поселения были связаны с существующими или предыдущими городами, и многие были заброшены, когда угроза преследований уменьшилась после Манифеста 1890 года и транспортная система на западе Соединенных Штатов созрела. Первая трансконтинентальная железная дорога сыграла особенно важную роль в укреплении или изменении схемы расселения.
После смерти Янга в 1877 году сменявшие друг друга лидеры Церкви СПД продолжали основывать новые поселения в отдалённых районах на западе. Долина Солт-Ривер в западном Вайоминге, ныне известная как Звездная долина, была предназначена для заселения в августе 1878 года, а Банкервиль и Мескит, штат Невада, были заселены в 1879 и 1880 годах соответственно. Общины были также созданы в восточной и юго-восточной части Юты и западном Колорадо, в основном населённые новообращенными из церкви СПД с юга Соединённых Штатов. По оценкам историков Джеймса Б. Аллена и Глена М. Леонарда, в период с 1876 по 1879 год было основано не менее 120 новых поселений на основе СПД.

### Миграции после противодействия полигамии
Принятие законодательства и судебное преследование полигамистов среди Святых последних дней в Соединённых Штатах привело к дополнительному расширению. В 1884 году президент церкви Джон Тейлор призвал группы членов церкви в Аризоне и Нью-Мексико пересечь границу с Мексикой, где церковные лидеры в предыдущие годы изучали возможности поселения. Однако к концу 1885 года колонистам-мормонам было отказано в возможности купить землю в Чихуахуа по приказу исполняющего обязанности губернатора. Пока колонисты оставались на арендованной земле, переговоры между членами Кворума Двенадцати Апостолов Церкви СПД и президентом Мексики Порфирио Диасом увенчались успехом, и юридические барьеры были сняты. За его помощь поселенцам СПД первая мормонская колония в Мексике была названа Колония Диас. Вскоре за этим поселением последовали ещё две общины. В марте 1886 года были основаны Колония Хуарес и Колония Дублан, а в последующие годы появятся и другие более мелкие поселения.
Тейлор поручил Чарльзу Ора Карду из Логана, штат Юта, провести расследование и, если возможно, создать подобные общины-убежища на Северо-Западных территориях Канады. Кард привёл небольшую группу исследователей в современную Альберту в 1886 году и выбрал место для поселения. В 1887 году из северной части штата Юта прибыло достаточно поселенцев, чтобы основать общину Кардстон. К 1895 году в близлежащих районах провинции было основано множество дополнительных общин, основанных на СПД, отчасти из-за трудового контракта с ирригационной компанией Альберты.

## «Пояс Jell-O»
Коридор мормонов получил прозвище «Пояс Jell-O» из-за популярности Jell-O в регионе. Одним из официальных значков зимних Олимпийских игр 2002 года в Солт-Лейк-Сити была миска с зелёным желе.
Согласно Los Angeles Times, "Солт-Лейк-Сити — столица желе в Америке. Каждый мужчина, женщина и ребёнок в Солт-Лейк-Сити ежегодно покупают две коробки этого вещества, что в два раза превышает средний показатель по стране, говорит Мэри Джейн Кинкейд из производителя желатина под брендом Jell-O Kraft Foods. Жители Юты также едят в два раза больше лаймового желе, чем кто-либо другой на планете.
В 2012 году Слейт раскритиковал фразу «пояс Jell-O» за то, что она коренится в женоненавистничестве и инфантилизирующих стереотипах культуры СПД, и резюмируя общую динамику, заявил: «Принимая и делая Jell-O „своей“ едой, мормоны (или лютеране или методисты) заявляют о своей идентичности, принимая все положительные коннотации еды, связанные с семейным дружелюбием, заботой о детях и домашним хозяйством. Посторонние, напротив, часто заглядывают внутрь и видят в Jell-O признак отсутствия вкуса, который делает эту группу странной, незрелой и, в конечном счёте, вызывающей насмешки».